# Heather Fell
Heather Fell (Plymouth, 3 de março de 1983) é uma pentatleta britânica, medalhista olímpica e campeã mundial por equipe. 

## Carreira
Heather Fell representou seu país nos Jogos Olímpicos de 2008, na qual conquistou a medalha de prata, no pentatlo moderno.